# CEM Air
CEM Air — південноафриканська авіаційна лізингова компанія зі штаб-квартирою в Лансерії, передмістя Йоганнесбурга, ПАР.

## Флот
Компанія CEM Air надає в сухий і мокрий лізинг турбогвинтові літаки Cessna Grand Caravan, Cessna 404 Titan Ambassador, Beechcraft 1900C і Beechcraft 1900D. Всі лайнери, за винятком Cessna Titan, укомплектовані двигунами PT6 американської корпорації Pratt & Whitney.

## Авіаподії і нещасні випадки
- 1 вересня 2008 року в 15 кілометрах на північний захід від Букаву (Демократична Республіка Конго) зазнав аварії дев'ятнадцятимісний Beechcraft 1900C авіакомпанії Air Serv, який працював в мокрий лізинг з компанії CEM Air[1][2][3]. Причиною катастрофи стали помилки в пілотуванні 24-річного командира корабля Руді Нотца[4], в результаті яких літак врізався в гірський хребет. Загинуло 15 пасажирів і двоє членів екіпажу[5][6][7][8][9].
- 2 травня 2008 року літак Beechcraft 1900 компанії CEM Air під кенійським прапором, який прямував з Вау у Джуба, розбився поблизу міста Румбеке, внаслідок чого загинули всі люди на борту (19 пасажирів і 2 члени екіпажу). Серед загиблих виявилися двоє старших офіцерів Народної армії визволення Судану з дружинами[10].